# ورگتت
ورگتت (به فرانسوی: Vergetot) یک کامین در فرانسه است که در Canton of Criquetot-l'Esneval واقع شده‌است.

## خصوصیات
ورگتت ۴٫۳۱ کیلومترمربع مساحت و ۴۱۶ نفر جمعیت دارد و ۱۰۰ متر بالاتر از سطح دریا واقع شده‌است.